# エイデンシアター UGATTA
『エイデンシアター UGATTA』（エイデンシアター ウガッタ）は、1994年10月17日から2001年11月26日まで東海テレビで放送されたコメディ番組。エイデンの一社提供。放送時間は毎週月曜 21:54 - 22:00 (JST) 。

## 概要
とあるアパートの一室を舞台に、1組の夫婦が日常生活から社会情勢まで巷で話題になっている事をテーマにコントを繰り広げていたミニ番組である。番組タイトルのUGATTAとは「穿った」の意味で、物事を穿った視点で見るという意味から名付けられた。役を演じていたのはモロ師岡と楠美津香で、2人は実際の夫婦である。放送後期においては番組内で流れるエイデンのcmもコント調のものになり、こちらもモロと楠が担当するようになった。
フジテレビの歴代月9ドラマと1996年からの『SMAP×SMAP』という人気番組群の間の枠で放送されていたため、東海テレビの視聴者が意識的にも無意識的にも目にする番組だった。番組は7年余りにわたって続き、その間には出演者2人による番組関連コントライブも名古屋で行われていた。

## 出演者
- モロ師岡
- 楠美津香

## テーマ曲
- タイロン橋本

| 東海テレビ 月曜21:54枠                   | 東海テレビ 月曜21:54枠                              | 東海テレビ 月曜21:54枠       |
| 前番組                                   | 番組名                                              | 次番組                       |
| ---------------------------------------- | --------------------------------------------------- | ---------------------------- |
| ミニ番組 （21:54 - 22:00、正式名称不明） | エイデンシアター UGATTA （1994年10月 - 2001年11月） | イマージュ （21:54 - 22:00） |